# ماكس مينغيلا
ماكس مينغيلا (بالإنجليزية: Max Minghella)‏ هو ممثل بريطاني ولد بتاريخ (16 سبتمبر 1985) في لندن وهو ابن الممثل الراحل أنتوني مينغيلا.

## أعماله
بدا مسيرته في 1999 ومثل في عدة أعمال منها قرون والشبكة الاجتماعية.

## وصلات خارجية
- ماكس مينغيلا على موقع IMDb (الإنجليزية)
- ماكس مينغيلا على موقع روتن توميتوز (الإنجليزية)
- ماكس مينغيلا على موقع ألو سيني (الفرنسية)
- ماكس مينغيلا على موقع ميوزك برينز (الإنجليزية)
- ماكس مينغيلا على موقع أول موفي (الإنجليزية)
- ماكس مينغيلا على موقع قاعدة بيانات الأفلام السويدية (السويدية)
- ماكس مينغيلا على موقع قاعدة بيانات الفيلم (الإنجليزية)
- ماكس مينغيلا على موقع كينوبويسك (الروسية)
- صفحته على IMDb